# Coyer Point
Coyer Point är en udde i Antarktis. Den ligger i Västantarktis. Inget land gör anspråk på området.
Terrängen inåt land är huvudsakligen platt. Trakten är obefolkad. Det finns inga samhällen i närheten.